# Envar sin egen lyckas smed
Envar sin egen lyckas smed är en svensk film från 1917 i regi av Egil Eide. 
Filmen premiärvisades 5 mars 1917 på biograf Röda Kvarn i Stockholm. Filmen spelades in vid Svenska Biografteaterns ateljé på Lidingö av Hugo Edlund. 

## Rollista
- Richard Lund – Olof
- Greta Almroth – Anna, hans syster
- Adolf Niska – Keller, tomtjobbare
- Egil Eide – Thomas Abel, Olofs och Annas far
- Edith Erastoff – Hans hustru